# John Adshead
John Adshead (ur. 27 marca 1942 w Fleetwood) – angielski piłkarz, a także trener. 

## Życiorys
Do 1964 grał w angielskim klubie Sidmouth Town, zanim kontuzja zakończyła jego karierę w wieku zaledwie 22 lat. Po przejściu na emeryturę jako zawodnik Adshead natychmiast zajął się pracą trenera, a po przybyciu do Australii Zachodniej w 1970 był trenerem przez sześć lat w Western Australian State League.
W styczniu 1976 Adshead przyjechał do Nowej Zelandii, gdzie wraz ze swoim klubem Manurewa zdobył pięć trofeów, w tym Puchar Chatham w 1978 i 1984 oraz mistrzostwo Nowej Zelandii w 1983. 
Od 1979 Adshead pracował jako trener reprezentacji Nowej Zelandii. Z powodzeniem poprowadził drużynę do historycznego awansu na Mistrzostwa Świata 1982. Nowa Zelandia przegrała wszystkie trzy mecze grupowe ze Szkocją (2:5), Związkiem Radzieckim (0:3) i Brazylią (0:4). 
Adshead opuścił drużynę narodową All White w lutym 1983. Ponownie spróbował swoich sił na ławce Nowej Zelandii w 1989. Celem był awans na Mistrzostwa Świata 1990, czego nie udało się zrealizować. W sezonie 2005/06 pracował w New Zealand Knights, po czym przeszedł na emeryturę.
W 2013 z okazji urodzin królowej Adshead został mianowany oficerem nowozelandzkiego Orderu Zasługi za zasługi dla piłki nożnej.

## Sukcesy
Manurewa
- Mistrzostwo Nowej Zelandii (1): 1983
- Chatham Cup (2): 1978, 1984
- Challenge Trophy (2): 1978, 1984